# Festival international du roman noir
 (2013).
Le Festival international du roman noir a lieu chaque année depuis 1998 à Frontignan dans l'Hérault.

## Concept
Le Festival international du roman noir (FIRN) est né du souhait de créer un lieu de rencontre et de réflexion sur le roman noir contemporain. Le but est de faire connaître au grand public les aspects et manifestations diverses d'un genre littéraire mésestimé.
Le festival réunit tous les ans principalement des auteurs français mais aussi des écrivains de langues anglaise, espagnole et italienne - 60 auteurs en tout en 2007.
Organisé conjointement par la ville de Frontignan et l'association Soleil Noir le festival a acquis au fil des années une grande notoriété auprès des auteurs, des éditeurs, des libraires et du public.
Depuis sa création, le festival a su attirer des célébrités aussi diverses que Bruno Masure (en 2006), Edwy Plenel (en 2006) et Éric Halphen (2006 et 2007) ainsi que les grands maîtres avec (parmi beaucoup d'autres) Elmore Leonard, Jean-Bernard Pouy, Jean-Claude Izzo, Thierry Jonquet, Peter James, Stuart M. Kaminsky, C. J. Sansom, Colin Bateman, Fred Vargas et Mark SaFranko (en 2013).
L'écrivain Cesare Battisti est régulièrement invité au festival mais n'a, à cause de ses démêlés judiciaires, pas pu assister au festival.
En 2008, le festival a accueilli le congrès annuel mondial de l’International Crime Writers Association (Association Internationale des écrivains policiers, AEIP) qui décerne chaque année le prestigieux prix littéraire Dashiell Hammett.
À côté des romans, le festival présente également des livres de bande dessinée et des films.

## Organisateurs
- La ville de Frontignan
- L'association Soleil Noir

## Éditions
- 1998 : (1re éd.) : thème « Identités et Roman Noir »
- 2003 : (6e éd.) : thème « Fait divers et roman »
- 2004 : (7e éd.) : thème « Intimité et roman noir »
- 2005 : (8e éd.) : thème « La planète polar interroge le nouveau désordre mondial »
- 2006 : (9e éd.) : thème « La société du spectacle »
- 2007 : (10e éd.) : anniversaire
- 2008 : (11e éd.) : thème « Mystère & croyances »
- 2009 : (12e éd.) : thème « La frontière »
- 2010 : (13e éd.) : thème « Mémoire intime et histoire collective »
- 2011 : (14e éd.) : thème « Les métamorphoses du héros »
- 2012 : (15e éd.) : thème « Le roman noir sauvera-t-il le monde ? »
- 2013 : (16e éd.) : thème « Affaires de familles »